# 丹波市

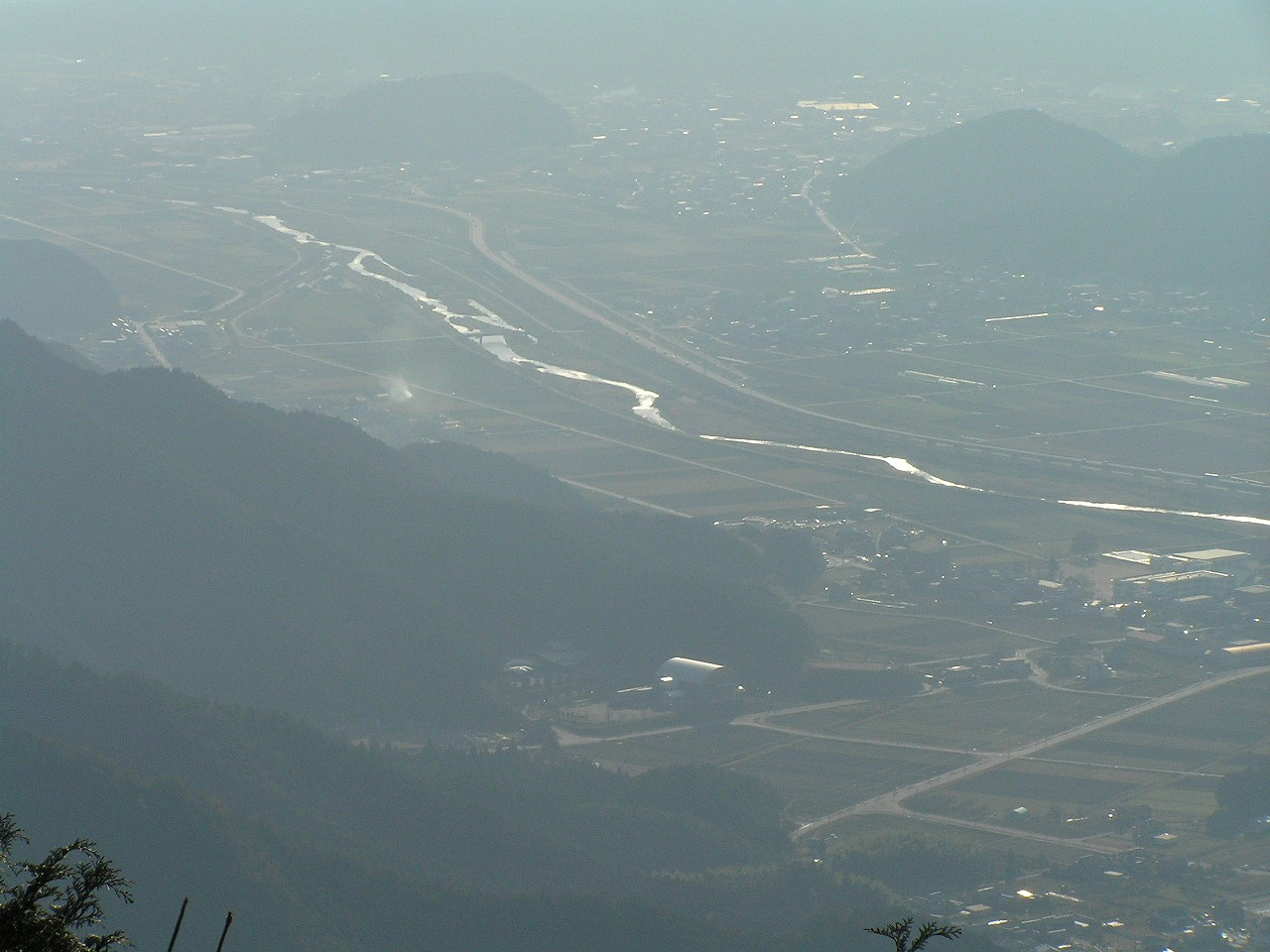
五大山（569.2m）より俯瞰した市域。甲賀山付近を見る。

丹波市（たんばし）は、兵庫県の東部に位置する市。中国山地東端の中山間地にある。丹波県民局管轄区域。
市名の由来は市域がかつて丹波国の一部であったためで、同じ丹波地方の京都府福知山市と県境を接する。

## 地理

丹波市中央部周辺の空中写真。画像左上方が市役所のある氷上地区。画像右上方が春日町黒井地区。1975年撮影の17枚を合成作成。。

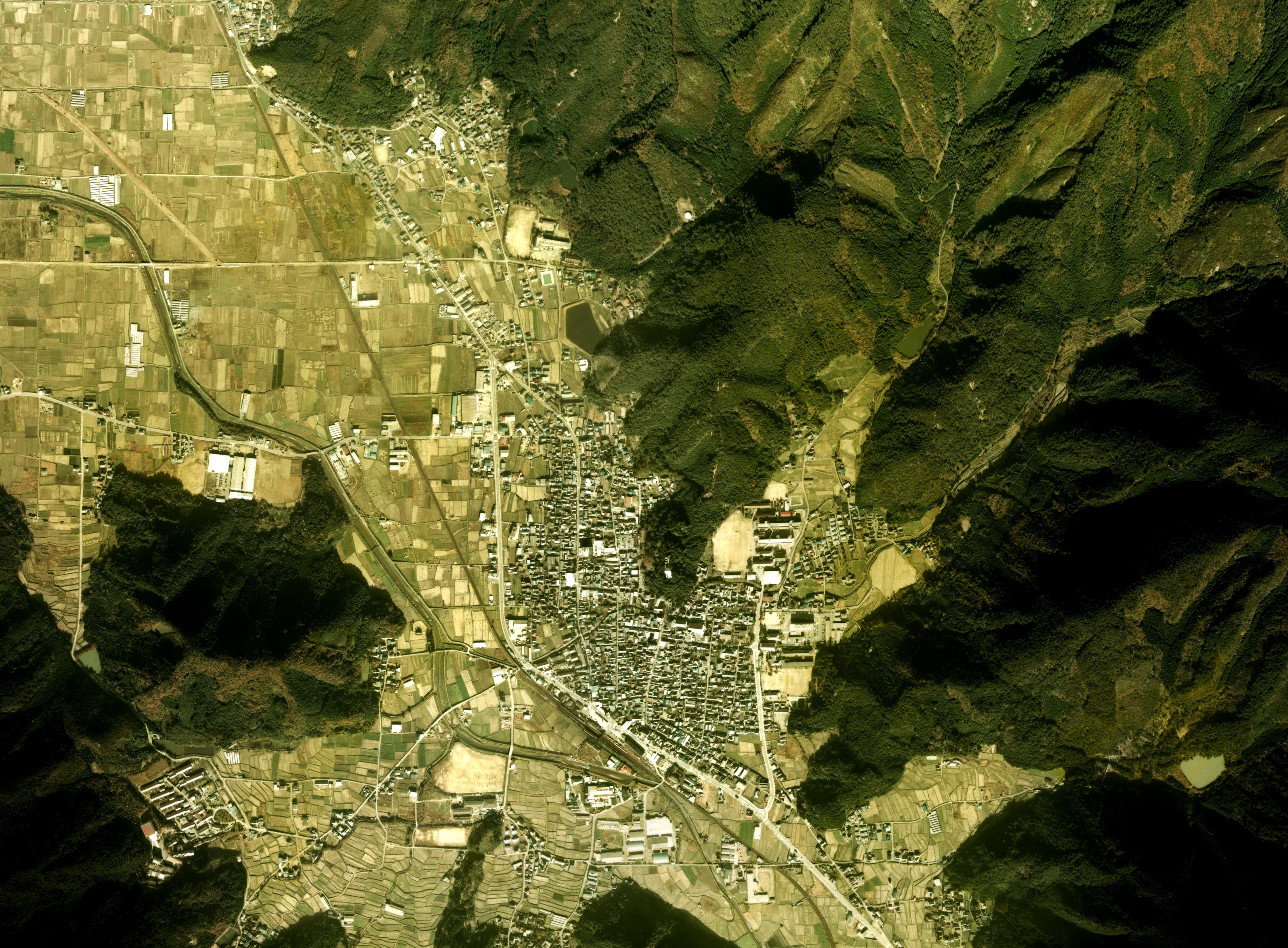
柏原地区周辺の空中写真。1975年撮影の3枚を合成作成。。

丹波市は兵庫県の東部、内陸部に位置し瀬戸内海と日本海のほぼ中間部の山間にある。面積は県下5位である。
瀬戸内海に注ぐ加古川とその上流河川、日本海に注ぐ由良川とその上流河川の源流部にあたり、市内にある「水分れ」は海抜95メートルと日本の本州で最も低い中央分水界の地点となっている。また青垣地域は日本標準時基準子午線が通過している。
気候は年間を通じて寒暖差が大きく、朝霧や夕霧が多いことでも知られ「丹波霧」と呼ばれている。積雪は年数回程度であるが、旧青垣町は豪雪地帯に指定されている。また
- 山: 妙見山、安全山、篠ケ峰、
- 河川: 加古川、竹田川

### 人口
平成22年（2010年）国勢調査で前回調査からの人口増減を見ると4.28％減の67,780人であり、増減率は県下41市町中27位、49行政区域中35位である。
| |                                        |  |
| 丹波市と全国の年齢別人口分布（2005年） | 丹波市の年齢・男女別人口分布（2005年） |  |
| ■紫色 ― 丹波市 ■緑色 ― 日本全国 | ■青色 ― 男性 ■赤色 ― 女性              |  |
| 丹波市（に相当する地域）の人口の推移 \| 1970年（昭和45年） \| 72,441人 \| \| \| 1975年（昭和50年） \| 72,401人 \| \| \| 1980年（昭和55年） \| 72,982人 \| \| \| 1985年（昭和60年） \| 74,103人 \| \| \| 1990年（平成2年） \| 73,659人 \| \| \| 1995年（平成7年） \| 73,988人 \| \| \| 2000年（平成12年） \| 72,862人 \| \| \| 2005年（平成17年） \| 70,810人 \| \| \| 2010年（平成22年） \| 67,757人 \| \| \| 2015年（平成27年） \| 64,660人 \| \| \| 2020年（令和2年） \| 61,471人 \| \| |                                        |  |
| 総務省統計局 国勢調査より |                                        |  |
| 1970年（昭和45年） | 72,441人                               |  |
| 1975年（昭和50年） | 72,401人                               |  |
| 1980年（昭和55年） | 72,982人                               |  |
| 1985年（昭和60年） | 74,103人                               |  |
| 1990年（平成2年） | 73,659人                               |  |
| 1995年（平成7年） | 73,988人                               |  |
| 2000年（平成12年） | 72,862人                               |  |
| 2005年（平成17年） | 70,810人                               |  |
| 2010年（平成22年） | 67,757人                               |  |
| 2015年（平成27年） | 64,660人                               |  |
| 2020年（令和2年） | 61,471人                               |  |

### 気象
2025年7月30日午後2時39分、41.2℃の気温を記録し、これまでの最高であった2020年8月17日の浜松市、2018年7月23日の埼玉県熊谷市で観測した41.1℃を上回り、国内の観測史上最高気温を更新した。しかし、その6日後の2025年8月5日に群馬県伊勢崎市で41.8℃を記録したため、観測史上最高気温の座を維持した期間は短い。
| 柏原の気候               | 柏原の気候   | 柏原の気候   | 柏原の気候    | 柏原の気候    | 柏原の気候    | 柏原の気候    | 柏原の気候    | 柏原の気候    | 柏原の気候    | 柏原の気候    | 柏原の気候   | 柏原の気候   | 柏原の気候      |
| 月                       | 1月          | 2月          | 3月           | 4月           | 5月           | 6月           | 7月           | 8月           | 9月           | 10月          | 11月         | 12月         | 年              |
| ------------------------ | ------------ | ------------ | ------------- | ------------- | ------------- | ------------- | ------------- | ------------- | ------------- | ------------- | ------------ | ------------ | --------------- |
| 最高気温記録 °C （°F）   | 17.2 (63)    | 20.8 (69.4)  | 24.6 (76.3)   | 30.2 (86.4)   | 32.8 (91)     | 36.2 (97.2)   | 41.2 (106.2)  | 39.2 (102.6)  | 37.3 (99.1)   | 32.0 (89.6)   | 27.6 (81.7)  | 21.8 (71.2)  | 41.2 (106.2)    |
| 平均最高気温 °C （°F）   | 7.9 (46.2)   | 8.9 (48)     | 12.9 (55.2)   | 19.0 (66.2)   | 24.1 (75.4)   | 27.1 (80.8)   | 30.8 (87.4)   | 32.6 (90.7)   | 27.9 (82.2)   | 22.1 (71.8)   | 16.3 (61.3)  | 10.5 (50.9)  | 20.0 (68)       |
| 日平均気温 °C （°F）     | 3.2 (37.8)   | 3.8 (38.8)   | 7.2 (45)      | 12.8 (55)     | 18.0 (64.4)   | 21.8 (71.2)   | 25.8 (78.4)   | 26.9 (80.4)   | 22.7 (72.9)   | 16.5 (61.7)   | 10.6 (51.1)  | 5.4 (41.7)   | 14.6 (58.3)     |
| 平均最低気温 °C （°F）   | −0.7 (30.7)  | −0.5 (31.1)  | 2.0 (35.6)    | 6.8 (44.2)    | 12.5 (54.5)   | 17.6 (63.7)   | 22.2 (72)     | 22.8 (73)     | 18.7 (65.7)   | 12.0 (53.6)   | 6.0 (42.8)   | 1.3 (34.3)   | 10.1 (50.2)     |
| 最低気温記録 °C （°F）   | −9.6 (14.7)  | −8.9 (16)    | −9.9 (14.2)   | −2.3 (27.9)   | 0.3 (32.5)    | 7.6 (45.7)    | 13.1 (55.6)   | 14.8 (58.6)   | 7.4 (45.3)    | 1.1 (34)      | −2.2 (28)    | −8.7 (16.3)  | −9.9 (14.2)     |
| 降水量 mm （inch）       | 63.6 (2.504) | 74.0 (2.913) | 116.2 (4.575) | 127.6 (5.024) | 152.8 (6.016) | 185.6 (7.307) | 220.2 (8.669) | 169.2 (6.661) | 217.6 (8.567) | 141.4 (5.567) | 80.4 (3.165) | 68.2 (2.685) | 1,616.7 (63.65) |
| 平均降水日数 （≥1.0 mm） | 9.9          | 10.5         | 11.2          | 10.4          | 10.0          | 12.2          | 12.8          | 9.7           | 11.0          | 9.1           | 7.6          | 9.7          | 124.0           |
| 平均月間日照時間         | 105.0        | 104.2        | 143.0         | 173.0         | 178.3         | 125.4         | 133.1         | 175.4         | 129.1         | 139.9         | 126.6        | 111.3        | 1,644.1         |
| 出典：気象庁             |              |              |               |               |               |               |               |               |               |               |              |              |                 |

### 隣接している自治体
兵庫県
- 丹波篠山市
- 西脇市
- 朝来市
- 多可郡多可町

 京都府
- 福知山市

## 歴史

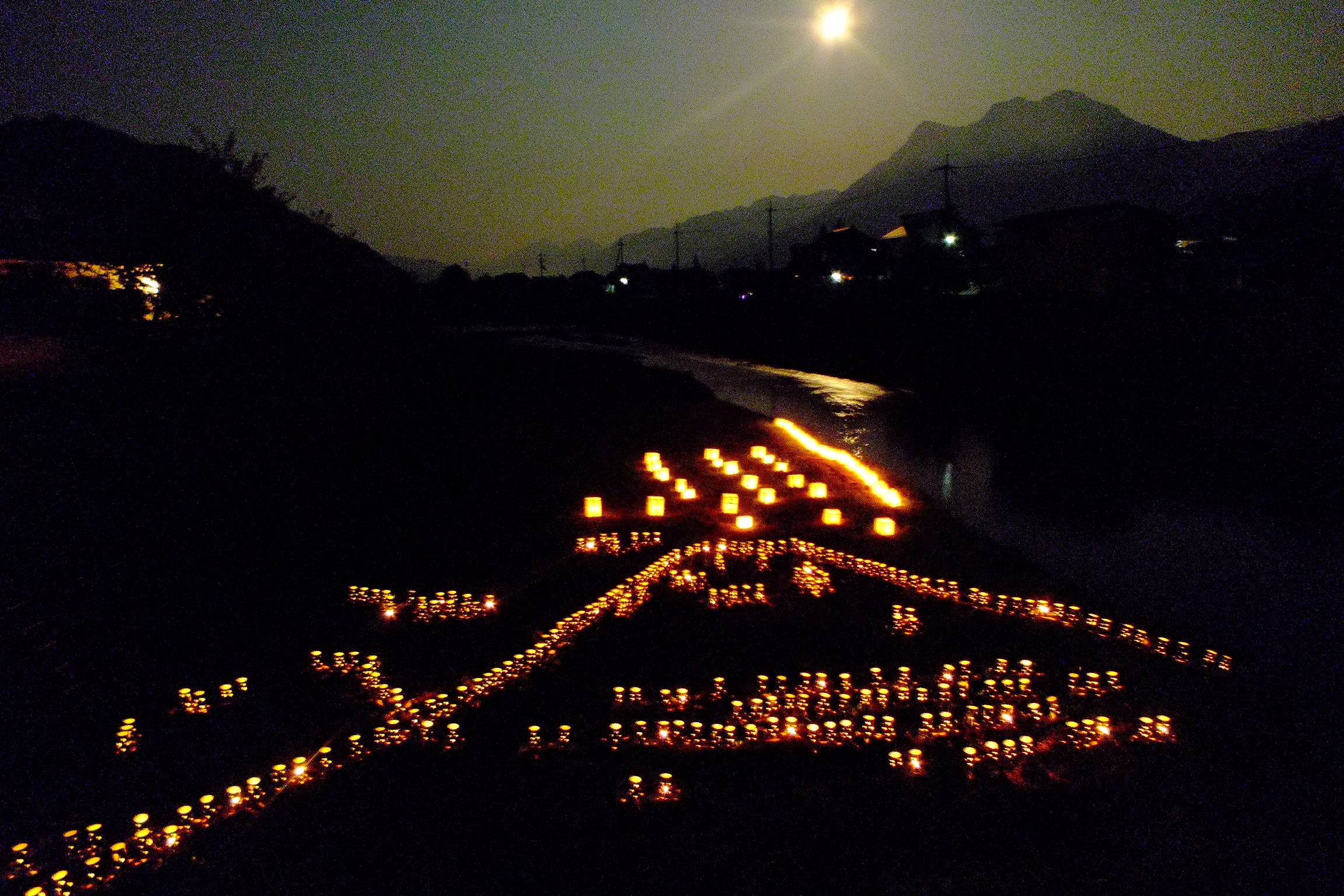
「愛宕祭 (丹波市)」をはじめ「川裾祭り」「国領水無月祭り」など多くの歴史的祭事や伝統を多く残す。

古代の丹波国の西端に位置する氷上郡の地である。4 - 5世紀の著名な遺跡としては親王塚古墳（氷上地区）、二間塚古墳（春日地区）が残る。古社としては春日町の兵主神社（式外社）が知られている。
戦国時代には「丹波の赤鬼」として知られた赤井直正が春日地区の黒井城に拠って三丹に武威を轟かしている。織田信長麾下の明智光秀による丹波攻めは赤井直正討伐が主眼となっていたが、直正は病没するまでの3年間、明智軍の猛攻に屈しなかった。この頃、柏原八幡神社など明智光秀の丹波攻めによって焼かれたという寺院もある。このため今でも光秀に対する恨み言を聞くことがあり、現代でも光秀が敬慕されている京都府の亀岡市や福知山市とは歴史観を異にしている。
江戸時代の氷上地域は、別所吉治が但馬八木領より丹波北由良領一万五千石に国替えになり、北由良陣屋を築き北由良藩を立てた。吉治は大坂の陣の功により五千石を加増され、北由良藩二万石の領域が確定したものの、その後改易された。
また、柏原地域は、織田家（織田信雄系）二万石の支配下となるが、城主格は与えられず柏原陣屋が建てられた。幕末には柏原藩、三田藩、鶴牧藩の領地や旗本領が市域全体に複雑に入り組んでいた。明治維新後の1871年に豊岡県へ統合され、1876年に兵庫県に属した。この他、徳川家光の乳母・春日局は春日地区に生まれたとされている。

### 沿革
- 2004年（平成16年）11月1日 - 氷上郡柏原町・氷上町・青垣町・春日町・山南町・市島町が合併して発足。同時に市章を制定した[4][5]。これにより、氷上郡は消滅。
- 2007年（平成19年）4月1日 - 市花・市木を制定[6]。
- 2015年（平成27年）6月29日 - 兵庫県立人と自然の博物館は、同県丹波市の白亜紀前期（約1億1000万年前）の地層から恐竜の卵殻化石の新種が見つかったと発表[7]。
- 2025年（令和7年）7月30日 - 柏原にある気象庁の観測地点で午後2時39分に日本歴代最高気温を更新する41.2℃を記録した。

## 行政

### 市長
- 市長：林時彦（2024年12月5日就任、2期目）

| 代       | 氏名     | 就任年月日    | 退任年月日    |
| -------- | -------- | ------------- | ------------- |
| 初 - 3代 | 辻重五郎 | 2004年12月5日 | 2016年12月4日 |
| 4代      | 谷口進一 | 2016年12月5日 | 2020年12月4日 |
| 5代 -    | 林時彦   | 2020年12月5日 | 現職          |

### 市名制定に関する経緯
氷上郡6町の合併にあたっては、新市名候補の公募がなされた。この結果では「氷上」の応募が最多となったほか、「ひかみ」が3位となるなど郡名（あるいは町名）に因んだ応募が比較的多かった。これに対し、氷上郡合併協議会は「ブランド力の活用」などの理由で応募数では2位の「丹波市」を合併協議会委員の投票により選定した。これに対して地元住民のほか、当時の篠山市（現・丹波篠山市）や綾部市など丹波地域内の周辺自治体などから見直しを求める声が上がった。これを受けて合併協議会は改めて検討を行ったが、「公募は人気投票ではなく、応募数は参考に留めるものである」「公正なルールに従って選定された」「旧国名を採用している事例はほかにも多い」といった理由により見直されることはなかった。
なお、一連の経緯については竹内正浩が平成の大合併で誕生した各地の地名を考察した著書『日本の珍地名』の中で「京都府をはじめ全国的な反発を買ったという“事件”」と評価している。
篠山市は、当市名により「丹波産」として出荷していた篠山市産商品が当市産と誤解されているなどとして、当市に対抗して、2019年に市名を「丹波篠山市」に改称した。

### 市章

市章

「丹」を図案化し、当市のキャッチフレーズである「人と自然の交流文化都市」を表し、色は自然を表す緑色が指定された。一般公募により、2004年3月23日から2004年4月30日まで募集し、選定結果で大阪府大阪狭山市在住のグラフィックデザイナーによって2004年7月21日に決定し、合併日の2004年11月1日に制定された。

### 市役所
- 市役所 - 丹波市氷上町成松字甲賀1番地
  - 春日庁舎 - 丹波市春日町黒井811番地
  - 柏原支所 - 丹波市柏原町柏原1番地
  - 青垣支所 - 丹波市青垣町佐治114番地（青垣住民センター内）
  - 山南支所 - 丹波市山南町谷川1110番地
  - 市島支所 - 丹波市市島町上田448番地1

### 住所表記
合併前にあった自治体の6町（氷上町、柏原町、青垣町、春日町、山南町、市島町）の後に大字名が付く。

## 議会

### 衆議院
- 選挙区：兵庫5区（豊岡市、川西市（旧東谷村域）、三田市、篠山市、養父市、丹波市、朝来市、川辺郡、美方郡）
- 任期：2021年10月31日 - 2025年10月30日
- 当日有権者数：368,205人
- 投票率：61.59％

| 当落 | 候補者名 | 年齢 | 所属党派     | 新旧別 | 得票数   | 重複 |
| ---- | -------- | ---- | ------------ | ------ | -------- | ---- |
| 当   | 谷公一   | 69   | 自由民主党   | 前     | 94,656票 | ○    |
| 比当 | 遠藤良太 | 36   | 日本維新の会 | 新     | 65,714票 | ○    |
|      | 梶原康弘 | 65   | 立憲民主党   | 元     | 62,414票 | ○    |

## 公共機関

### 警察
- 兵庫県警察 丹波警察署（旧 柏原警察署より改称）

### 消防
- 丹波市消防本部

### 国の機関

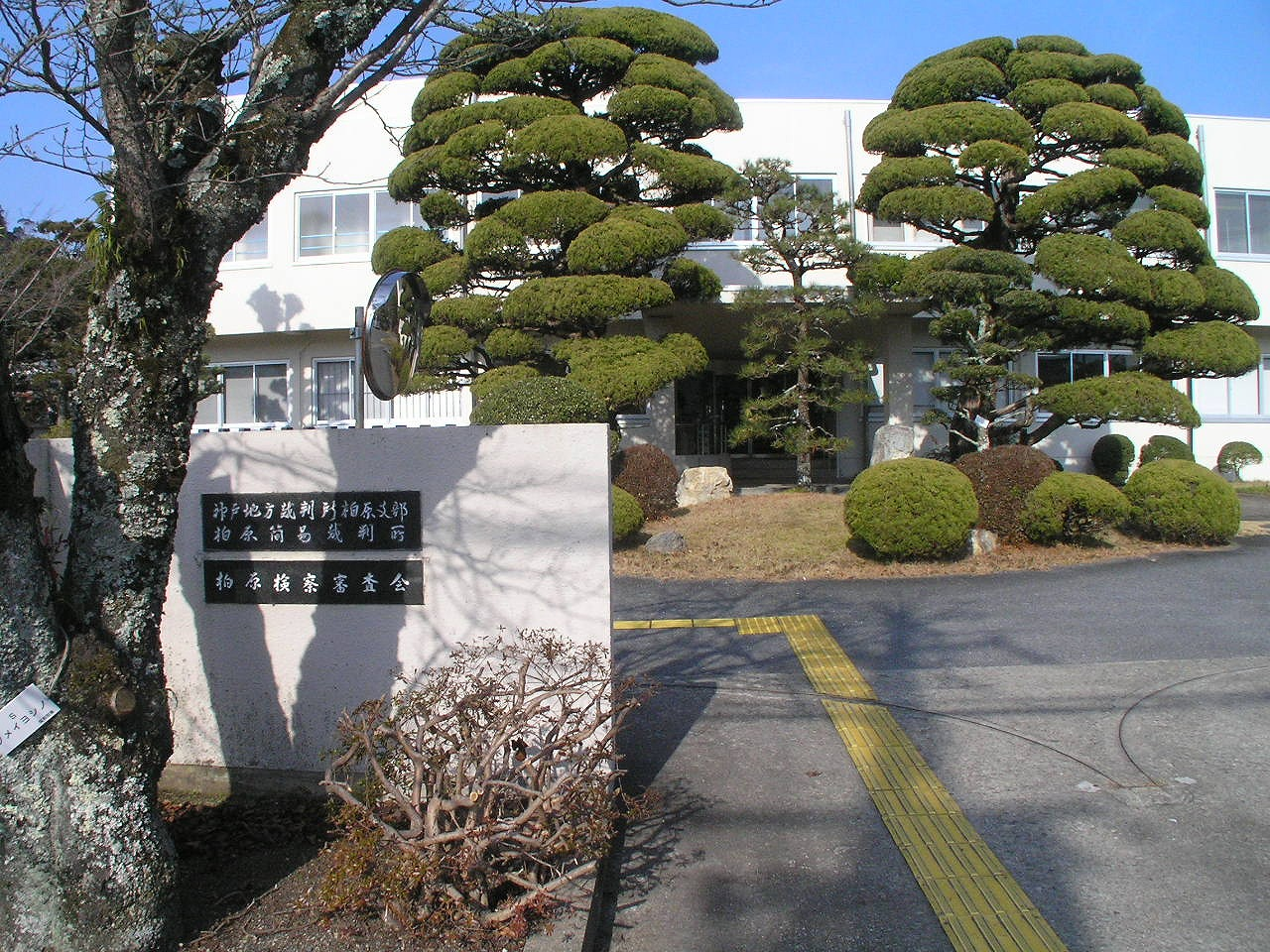
神戸地方裁判所柏原支部、神戸家庭裁判所柏原支部、柏原簡易裁判所

- 神戸地方裁判所 柏原支部
- 神戸家庭裁判所 柏原支部
- 柏原簡易裁判所
- 神戸地方検察庁 柏原支部
- 柏原区検察庁・篠山区検察庁
- 神戸地方法務局 柏原支局
- 大阪国税局 柏原税務署
- 兵庫労働局 柏原公共職業安定所
- 自衛隊兵庫地方協力本部 柏原地域事務所

### 県の機関
- 兵庫県柏原総合庁舎・丹波県民局
- 兵庫県川西こども家庭センター丹波分室
- 兵庫県森林動物研究センター

## 経済

### 産業

#### 概要
農林業中心ではあるが、工業も盛んである。パルプ、ベッド、釣り針、自動車ケーブル、携帯電話、菓子などを生産する。また、かつては毛皮の生産地でもあった。このほか、ぼたん鍋用猪や神戸牛など食用肉の飼育も行われている。

### 農業

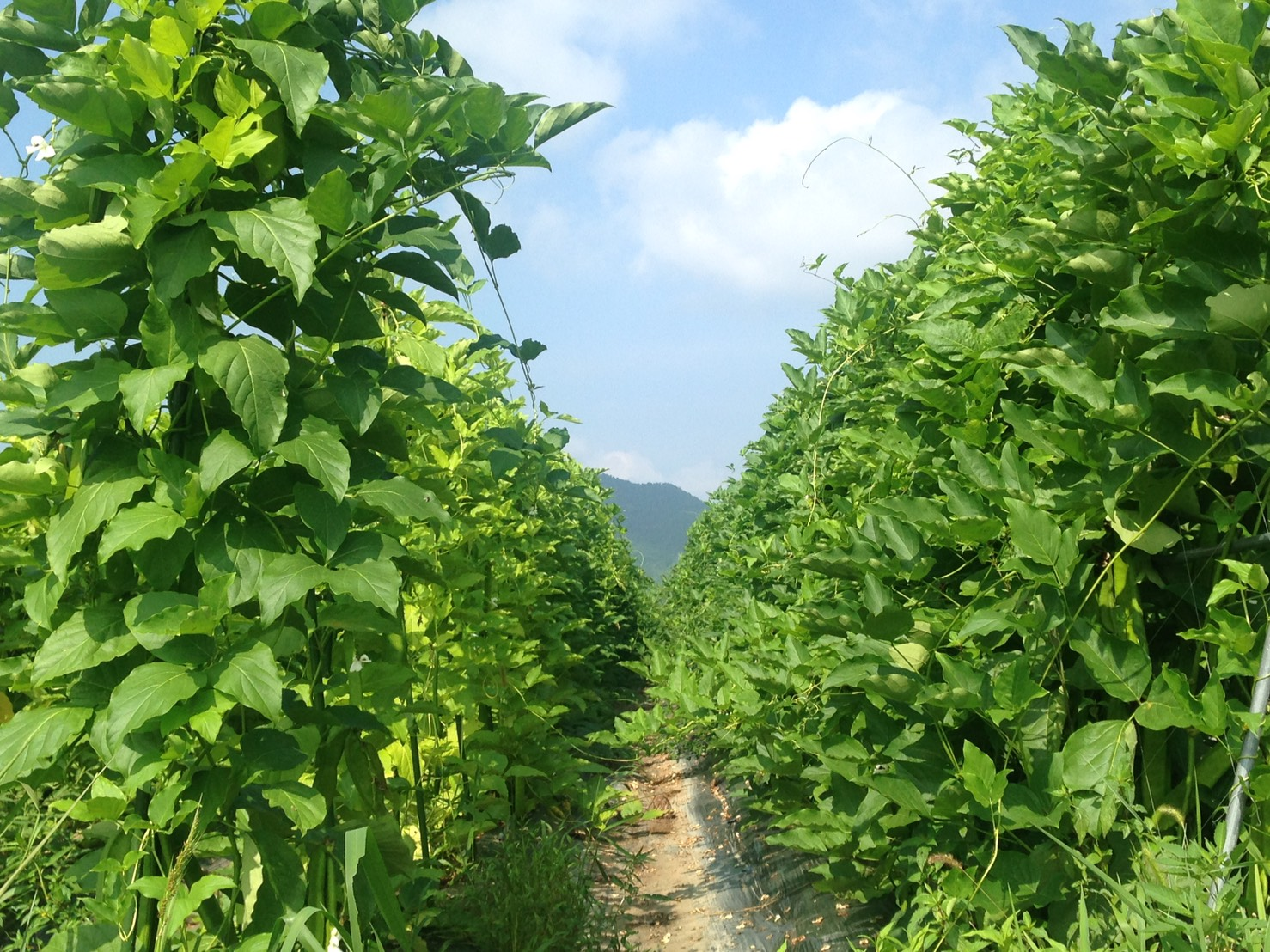
こやま園なた豆農場

あずきほかこしひかり、ゆめたんば、但馬強力、五百万石、兵庫北錦といった水稲やヤマノイモ、黒大豆（黒豆）、ゴマ・丹波ひかみネギの栽培が盛んである。市内の春日町は、丹波大納言小豆の発祥地とされる。
市内の市島町は農業の先進的地域で、全国40か所の「有機農業モデル地区」のひとつに選ばれている。2008年、市島有機農業研究会（市有研）の呼びかけで「丹波市有機農業研究会（丹有研）」が発足。2008年より、丹有研を中心とし「丹波市有機の里づくり推進協議会」が設立された。市有研が発足した1975年は、有吉佐和子の小説『複合汚染』が発表された年にあたり、国民の間で公害問題や食品汚染を追及する消費者運動が盛り上がった時期であった。神戸大学の保田茂(現・名誉教授）の講演を聴いた愛農会の近藤正の呼びかけで、30数軒の農家により市有研が結成された。しかし、農薬を一切使わない有機農法は、労力がかかるとともに害虫の発生に悩まされる。有機農法を支持する消費者が手伝いに来ることもあり、阪神・淡路大震災の際には、生産者が消費者宅を訪問し水や食糧を配布するなど、消費者と生産者の産消連携運動が有機農法を支えている。
JAS認証有機米をはじめ、野菜、ブルーベリーなどの果実などが有機農法により生産されている。また丹波地方は豆の生産でも知られるが、こやま園が「丹波なた豆」として商標登録し、2008年には兵庫県認証食品に認定された。近年は古くより丹波地方で健康に良いとして飲まれ、高血圧、腎臓の機能回復などに効能があるとされるナタマメを使った「丹波なた豆茶」（「こやま園」が初めて製品化）が、百貨店や通販サイトでも売られるほか、アメリカ、香港、ベトナムにも輸出されるなど、新たな特産品となっている。

### 商業

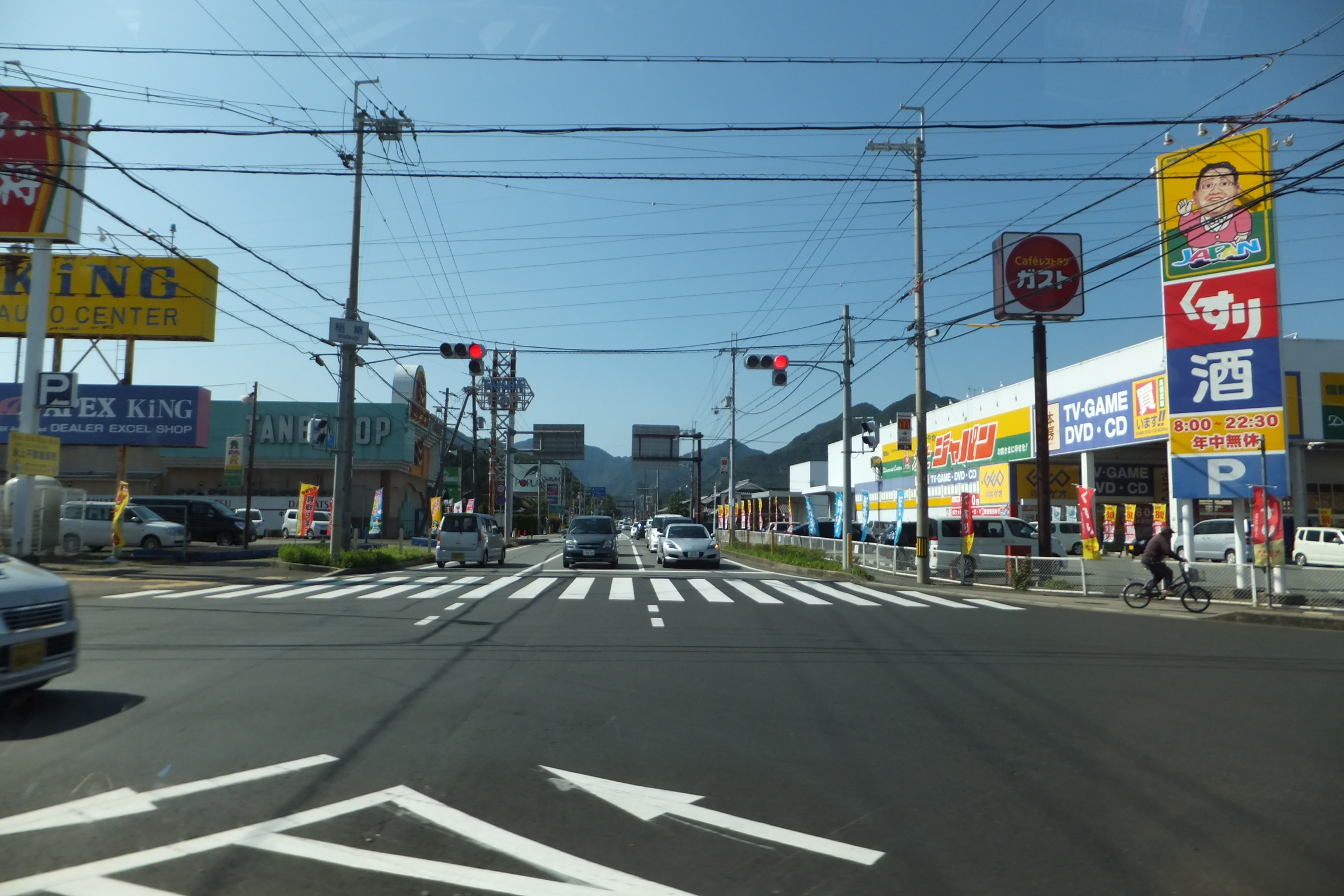
北近畿豊岡自動車道氷上インターチェンジ周辺に広がるロードサイド店舗

ゆめタウン丹波（イズミ）やコープこうべのショッピングセンターなどの大規模小売施設のほか、市内各地にスーパー（さとう、ニチリウグループ）やコンビニエンスストアなどがあり、市内の日常的な購買需要はほぼ満たされている。北近畿豊岡自動車道氷上インターチェンジ周辺にはロードサイド店舗が立地している。しかし、市東北部の市島町は福知山都市圏に位置しており、隣接する京都府福知山市の商業・産業に多くを依存しているほか、福知山市の商業施設や病院などの利用は特に多い。その一方、市南部の山南町は隣接する播磨北東の中核都市西脇市との関連が深い。

### 稲畑人形
稲畑人形は、丹波市氷上町稲畑に暮らしていた赤井若太郎忠常が、京都の伏見人形を模して作り始めたと伝わる。親しみやすい素朴さを特徴とし、経済的事情でひな人形を買うのが難しい農民たちがひな祭りを祝えるよう、作り始められた土人形。一般的なひな人形は男びなと女びなが対であるが、稲畑人形は赤い装束を身にまとった「練天神」1体を飾って祝う。子どもが賢く、健やかに育つようにと、練天神は菅原道真をモデルにしている。その他、お多福、舞妓、金太郎をモチーフとしたものなど約200余種がある。明治時代に最盛期を迎え、農閑期の副業に集落内の7，8軒で作られ、播州や但馬方面にまで広く売られていた。

### 金融
指定金融機関：丹波ひかみ農業協同組合

### 丹波市に本社を置く主要企業
- アシダコーポレーション
- 青垣観光バス
- 関西ボラコン
- 協和樹脂

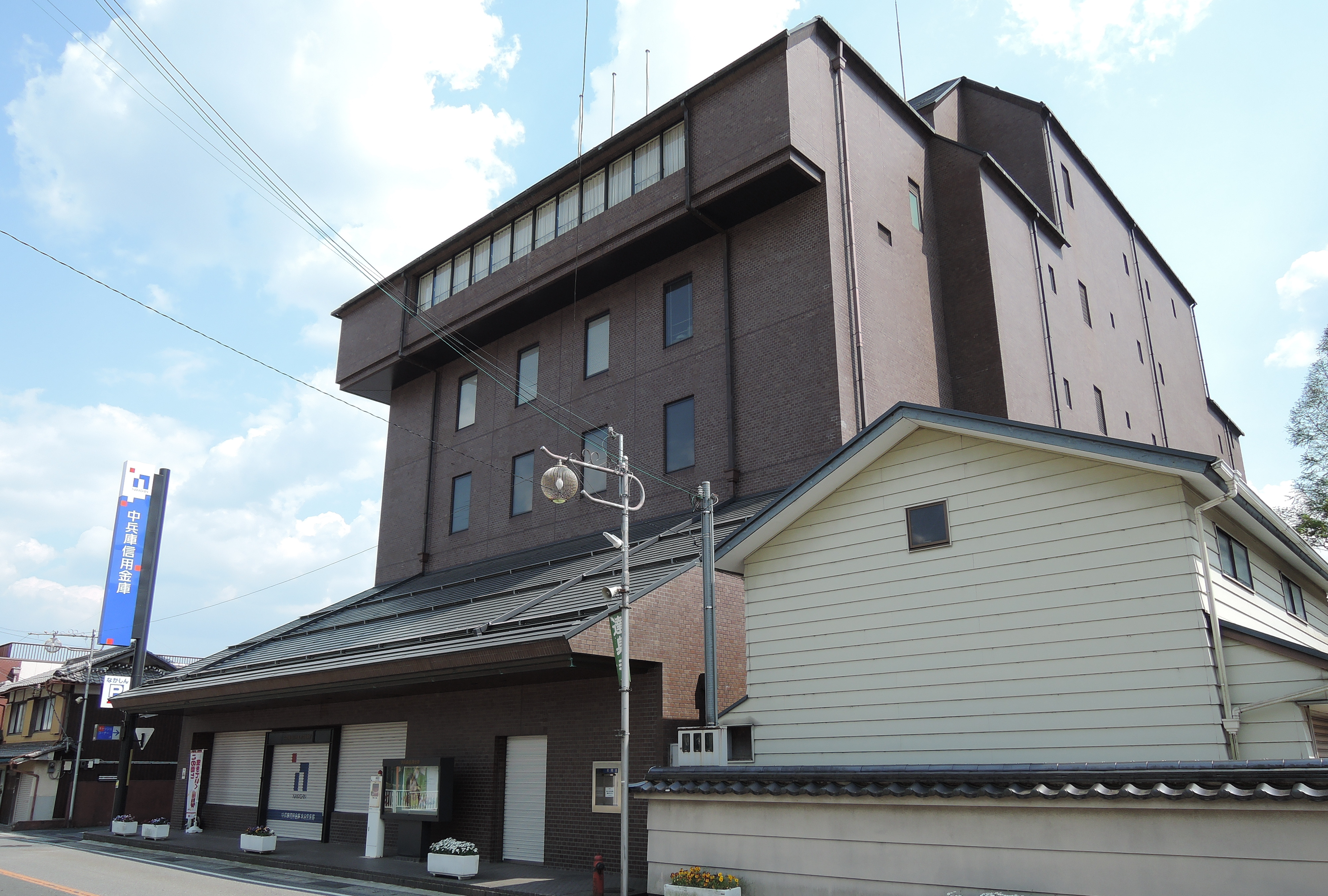
中兵庫信用金庫

- こやま園 - 「丹波なた豆」として商標登録し、2008年には兵庫県認証食品に認定された。
- ささめ針（釣り針）
- 大地農園
- 丹波新聞社
- 丹波乳業
- 三菱電機社会インフラ機器（旧東洋電機）[23]
- 中兵庫信用金庫
- 西山酒造場 - 日本酒「小鼓」蔵元[24]
- 日本紙器
- パナレーサー
- ハリミツ（釣り針）
- 氷上製作所
- 兵庫パルプ工業
- ムラコ
- メルコパワーデバイス
- 柳瀬
- 山名酒造

### 丹波市に拠点を置く主要企業
- アイカ工業丹波工場[25]
- アルインコ兵庫工場[26]
- 技研製作所関西工場[27]
- クリヤマOEMテクニカルセンター[28]
- クレハ樹脂加工事業所（兵庫県）
- コイズミライティング青垣工場[29]
- 住友ゴム工業市島工場[30]
- 大日電子氷上工場[31]
- ハイレックスコーポレーション柏原工場[32]
- パナソニック ライティングシステムズ春日工場
- フランスベッド兵庫工場・兵庫ショールーム[33]
- 前田工繊春日工場[34]
- ミズノテクニクス氷上工場[35]
- 三井化学エムシー柏原工場[36]
- グリコマニュファクチャリングジャパン柏原工場 - 社名がグリコアイクレオ株式会社であった2019年から2年ほど同地に本社がおかれていたが、2021年4月に吸収合併により解散。

### 温泉
- 国領温泉 助七（旅館）[37]

出典

## 姉妹都市・提携都市
友好都市
- オーバン市（アメリカ合衆国ワシントン州）
1968年（昭和43年）8月11日 友好都市提携

- ケント市（アメリカ合衆国ワシントン州）
1969年（昭和44年）11月24日 友好都市提携

## 教育
通学区域の指定は市HP「丹波市内小中学校区域一覧」による。氷上中と青垣中は氷上西高との連携型中高一貫教育を実施している。丹波市教育委員会は山南支所内に所在する。

### 小学校・中学校
| 市立小学校         | 市立中学校         | 市立小学校           | 市立中学校         |
| ------------------ | ------------------ | -------------------- | ------------------ |
| 丹波市立中央小学校 | 丹波市立氷上中学校 | 丹波市立崇広小学校   | 丹波市立柏原中学校 |
| 丹波市立南小学校   | 丹波市立氷上中学校 | 丹波市立新井小学校   | 丹波市立柏原中学校 |
| 丹波市立東小学校   | 丹波市立氷上中学校 | 丹波市立黒井小学校   | 丹波市立春日中学校 |
| 丹波市立西小学校   | 丹波市立氷上中学校 | 丹波市立春日部小学校 | 丹波市立春日中学校 |
| 丹波市立北小学校   | 丹波市立氷上中学校 | 丹波市立上久下小学校 | 丹波市立山南中学校 |
| 丹波市立青垣小学校 | 丹波市立青垣中学校 | 丹波市立久下小学校   | 丹波市立山南中学校 |
| 丹波市立竹山小学校 | 丹波市立市島中学校 | 丹波市立小川小学校   | 丹波市立山南中学校 |
| 丹波市立吉見小学校 | 丹波市立市島中学校 | 丹波市立和田小学校   | 丹波市立山南中学校 |
| 丹波市立三輪小学校 | 丹波市立市島中学校 |                      |                    |

### 高等学校
- 兵庫県立柏原高等学校
- 兵庫県立氷上高等学校
- 兵庫県立氷上西高等学校

### 専門学校
- 丹波市立看護専門学校

### 図書館
- 丹波市立図書館

### かつて存在した学校
兵庫県小学校の廃校一覧#丹波市・兵庫県中学校の廃校一覧#丹波市を参照。

## 医療機関
救急患者の半数が市外へ搬送される現状から、「医療崩壊」を指摘する報道もなされていたが、丹波医療センターが開院し、医療センターの常勤医師も50名を超え救急受入人数も医療崩壊前の人数を超えているが、救急搬送人数が増えているため、市内収容割合は6割代を推移している。
- 兵庫県立丹波医療センター（兵庫県立柏原病院 - 県立柏原病院の小児科を守る会、柏原赤十字病院）
- 大塚病院
- 赤松医院
- 田中内科医院
- 竹田医院

## 交通

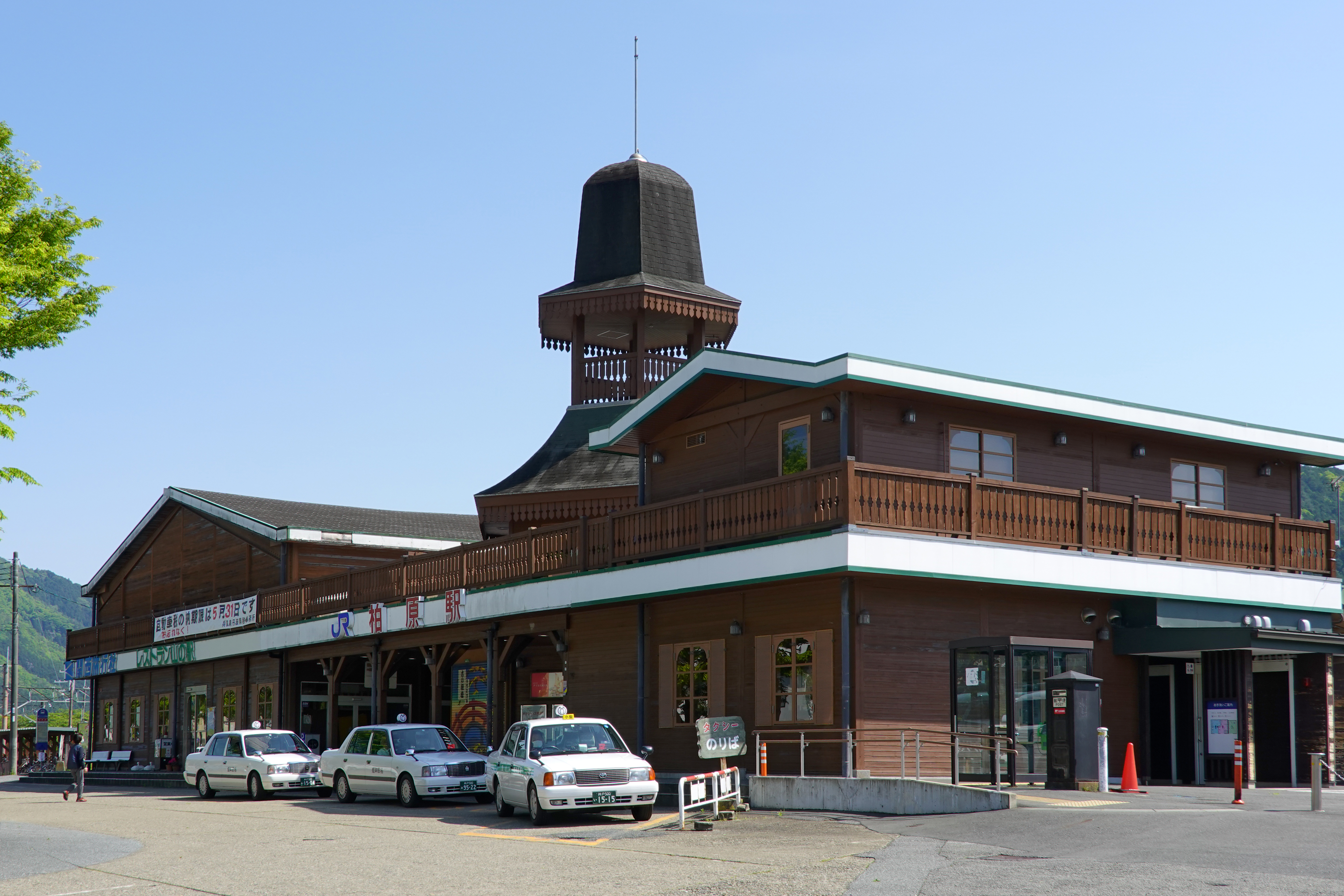
柏原駅

鉄道（JRの特急こうのとり）を利用した場合、大阪駅より約1時間10分程度で柏原駅まで到達できる。高速バスは但馬方面発着の一部系統が春日IC・氷上バスストップ・青垣IC各バス停に停車する。市内発着便としては関西記念墓園発着便が存在する。
日本の大都市以外の場所で散見されるように、当市においても全域にわたり公共交通機関網は細部に及んでいないほか、運行本数も少なく利便性に乏しい。

### 鉄道
- 西日本旅客鉄道（JR西日本）
  - 福知山線
    - 下滝駅 - 谷川駅 - 柏原駅 - 石生駅 - 黒井駅 - 市島駅 - 丹波竹田駅

  - 加古川線
    - 久下村駅 - 谷川駅

- 中心となる駅：柏原駅[42]

### 一般路線バス
- ウイング神姫（旧神姫グリーンバス）

### 高速バス
1990年代半ば頃までは、中国ハイウェイバス（新大阪駅 - 西脇 - 柏原）や福知山高速線（大阪駅 - 福知山駅）といった路線が市域を介して運行され停車していたが、前者は運行区間短縮、後者は全線が廃止となった。また、特急バス（三ノ宮 - 佐治・柏原）は運行経路が変更されたうえで土日・祝祭日・ゴールデンウィーク・お盆・お彼岸・年末年始にかぎり市域にある「関西記念墓園」までの運行となった。これらの施策により、広域の利用については一部の利用機会を喪失している。
一方、2005年4月よりそれまで市内を通過していた大阪・神戸から城崎・湯村温泉への特急バスが停車するようになった。
春日IC・氷上・青垣ICバス停
- 全但バス
  - 大阪（梅田・新大阪） - 城崎温泉駅
  - 神戸（三宮） - 城崎温泉駅
  - 大阪（梅田・新大阪） - 湯村温泉・浜坂駅
  - 神戸（三宮） - 湯村温泉・浜坂駅
  - 京都駅 - 城崎温泉駅

関西記念墓園バス停
- 神姫バス
  - 三田特急線
    - 神戸（三宮） - 関西記念墓園 ※土休日・大型連休・お盆・お彼岸・年末年始に運行。

  - 新大阪駅北口 - 関西記念墓園 ※土休日・大型連休・お盆・お彼岸・年末年始に運行。

### 道路

#### 高速自動車国道
- E27舞鶴若狭自動車道
  - 春日インターチェンジ (IC)

#### 一般国道
- 国道175号
- 国道176号
- 国道427号
- 国道429号
- 国道483号（E72北近畿豊岡自動車道のうち、春日和田山道路）

2005年4月17日、春日ICから氷上ICの供用が開始された。同道路はのちに、丹波市（春日IC）から朝来市（和田山IC）まで結ばれ、自動車専用道路として供用されている。なお、当道は国の直轄事業として整備されたことから通行料金は無料となっている。

#### 県道
- 主要地方道
  - 兵庫県道7号青垣柏原線
  - 兵庫県道36号西脇篠山線
  - 兵庫県道59号市島和知線
  - 兵庫県道69号春日栗柄線
  - 兵庫県道77号篠山山南線
  - 兵庫県道78号丹波加美線
  - 兵庫県道86号多可柏原線
- その他の県道
  - 兵庫県道109号福知山山南線
  - 兵庫県道138号追入市島線
  - 兵庫県道171号黒井停車場線
  - 兵庫県道708号岩崎市島線
  - 兵庫県道709号中山綾部線

#### 道の駅
- あおがき
- 丹波おばあちゃんの里

#### ナンバープレート
自動車のナンバープレートは「神戸ナンバー」（神戸運輸監理部兵庫陸運部魚崎庁舎）である。

## メディア

### 新聞
- 神戸新聞 丹波総局
- 読売新聞 丹波通信部

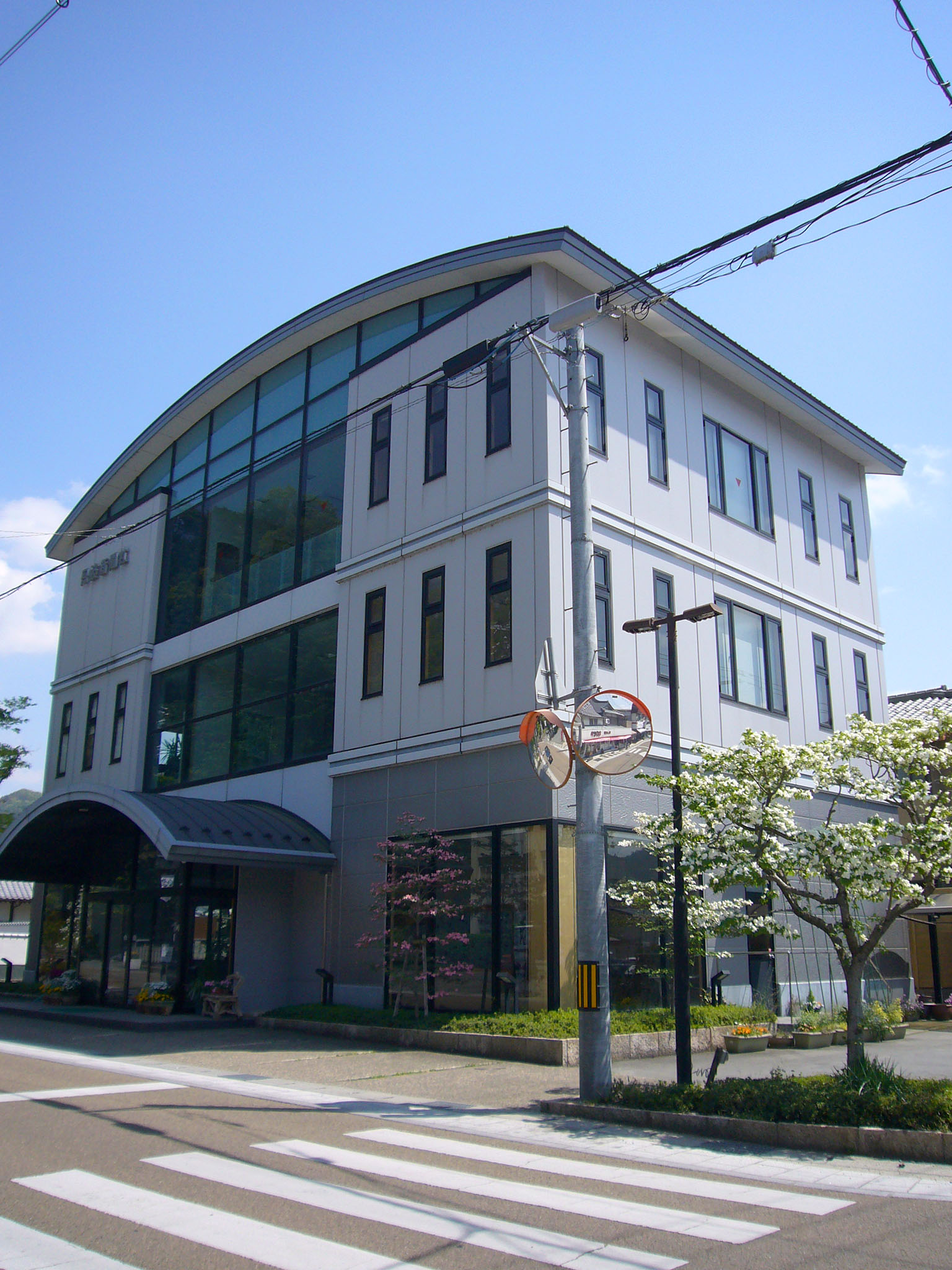
丹波新聞社

- 丹波新聞 - 兵庫県の丹波地域を発行エリアとする地方紙。1924年創刊。本社は柏原町に所在。毎週2回（日曜日・木曜日）発行している。
- 丹波新報社 - ネットに限定し丹波市、丹波篠山市を中心にその周辺の西脇市、福知山市、三田市、神戸市、播磨一帯などの地域情報を発信している。

### テレビ
- サンテレビ 丹波総局
- 地上デジタル放送中継局 - いずれもNHK神戸放送局総合・NHK大阪放送局Eテレ・在阪民放・サンテレビが設置
  - 市島（高谷山） - 2008年5月1日開局。
  - 氷上（安全山） - 2008年9月1日開局。
  - 青垣（大箕山） - 2010年3月1日開局。
  - 柏原東奥 - 2010年10月1日開局。

### ラジオ
- FM局
  - 兵庫エフエム放送 (Kiss FM KOBE) - 78.3MHz（氷上中継局、出力100W）
  - NHK-FM - 88.6MHz（氷上中継局、出力100W）
  - たんばコミュニティネットワーク（805たんば） - 80.5MHz（氷上・安全山、市島・高谷山、山南・イタリ山、出力各20W）

### 防災行政無線
- 丹波市では、全世帯に防災行政無線戸別受信機が配布されている。旧町域の6町それぞれに独自のシステムを導入しているのが特徴であるが、12時・18時（冬季は17時）の定時放送と19時30分の市役所本庁から行われる放送は全市域一斉に放送が行われる。
- 各町ごとに地区と呼ばれるものが存在しており地区単位の放送も可能である。地区公民館及び小学校・中学校に防災行政無線の遠隔操作端末が設置されている。
- 消防本部の指令システムと連携しており、非常招集サイレンを送出することで各町の消防団を招集することができる。
- 無線施設の老朽化により2016年、旧青垣町及び旧山南町の防災行政無線システムを地域振興波を利用した小ゾーン方式で設備更新を行った。また、2019年、旧氷上町、旧柏原町、旧市島町、旧春日町も無線施設の設備老朽化が進むことから地域振興波を利用した新システムへ移行し、デジタル防災行政無線波とアナログ地域コミュニティ波を組み合わせたデジタルアナログ併用方式にて整備が行われた。
- 地元コミュニティFM放送局（805たんば）と連携してJ-ALERTや緊急地震速報などを迅速に伝達できるようになった。年6回の訓練放送を丹波市と放送事業者が共同で実施している。

## 通信

### 郵便番号
- 成松郵便局 : 669-36xx
- 沼貫郵便局 : 669-35xx
- 石生郵便局 : 669-34xx
- 丹波郵便局 : 669-33xx
- 山南郵便局 : 669-31xx
- 青垣郵便局 : 669-38xx
- 黒井郵便局 : 669-41xx
- 国領郵便局 : 669-42xx
- 市島郵便局 : 669-43xx

### 市外局番
NTTの電話の単位料金区域（MA）は「丹波柏原」市外局番は0795（市内局番は70 - 89）。天気予報は078-177。なお、同一市外局番の西脇MA（西脇市、多可郡、加東市：市内局番20 - 49）へ電話をかけるには市外局番が必要である。

## 名所・旧跡・観光スポット
青垣地域

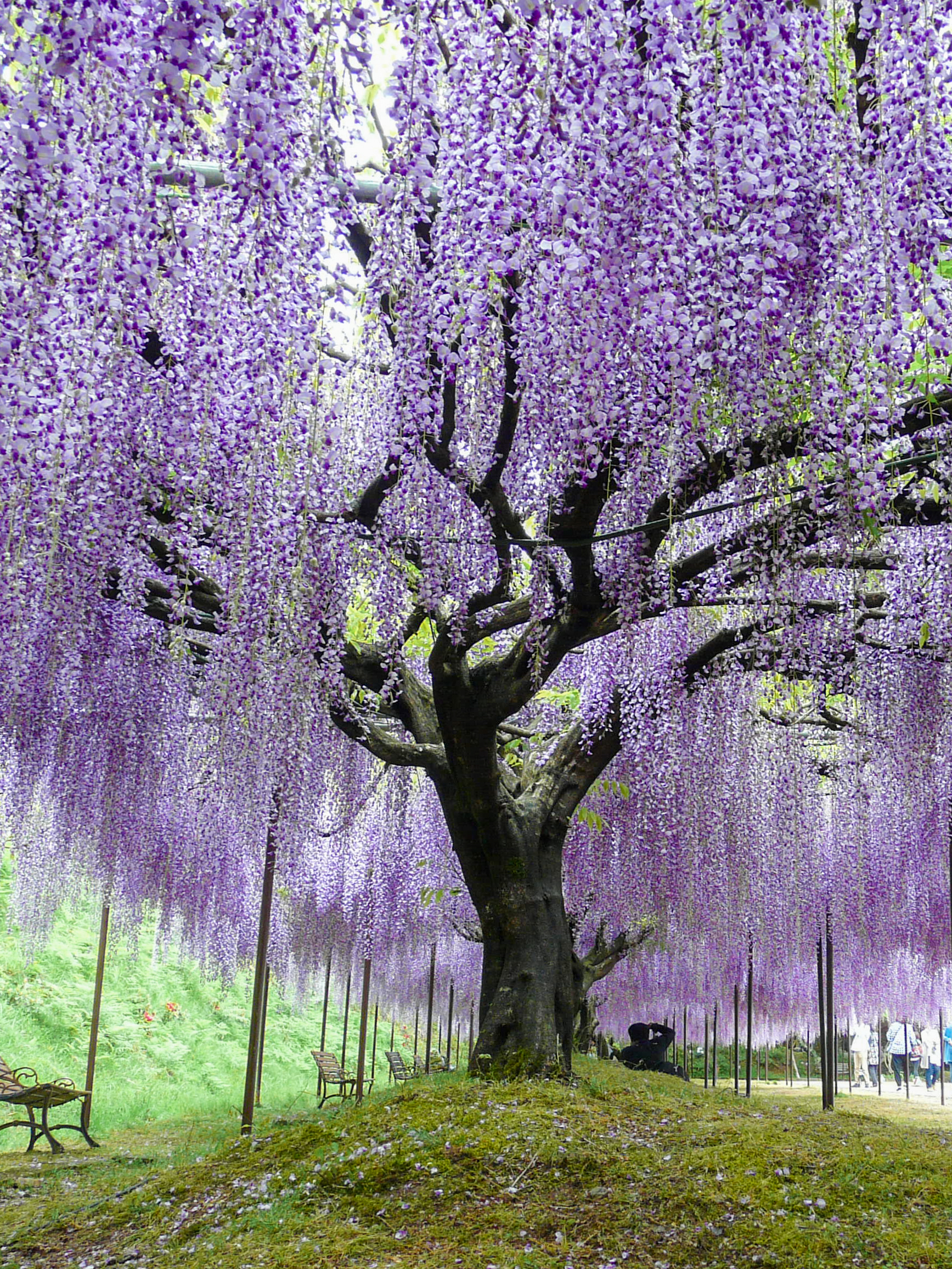
白毫寺の九尺藤

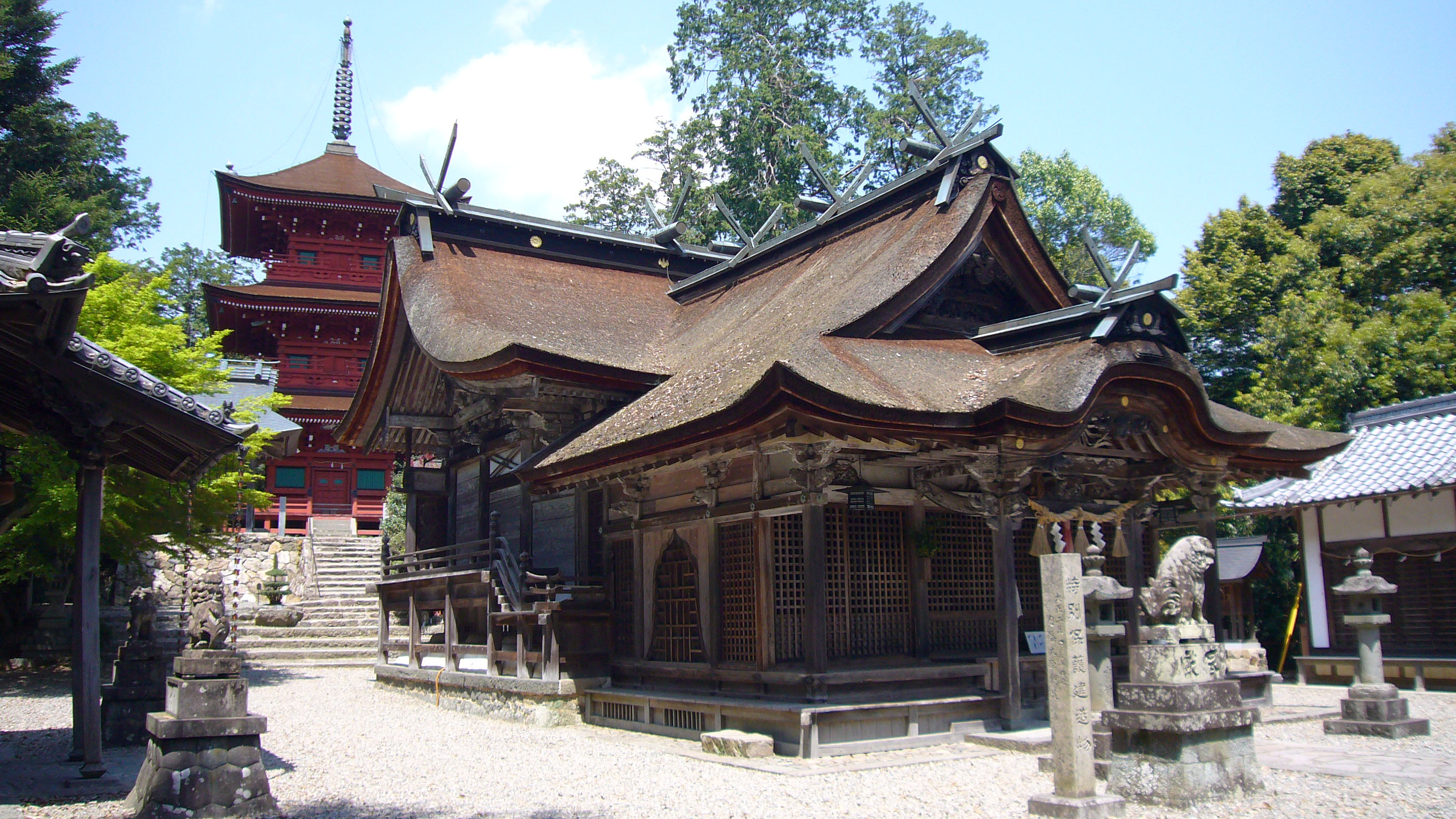
柏原八幡神社

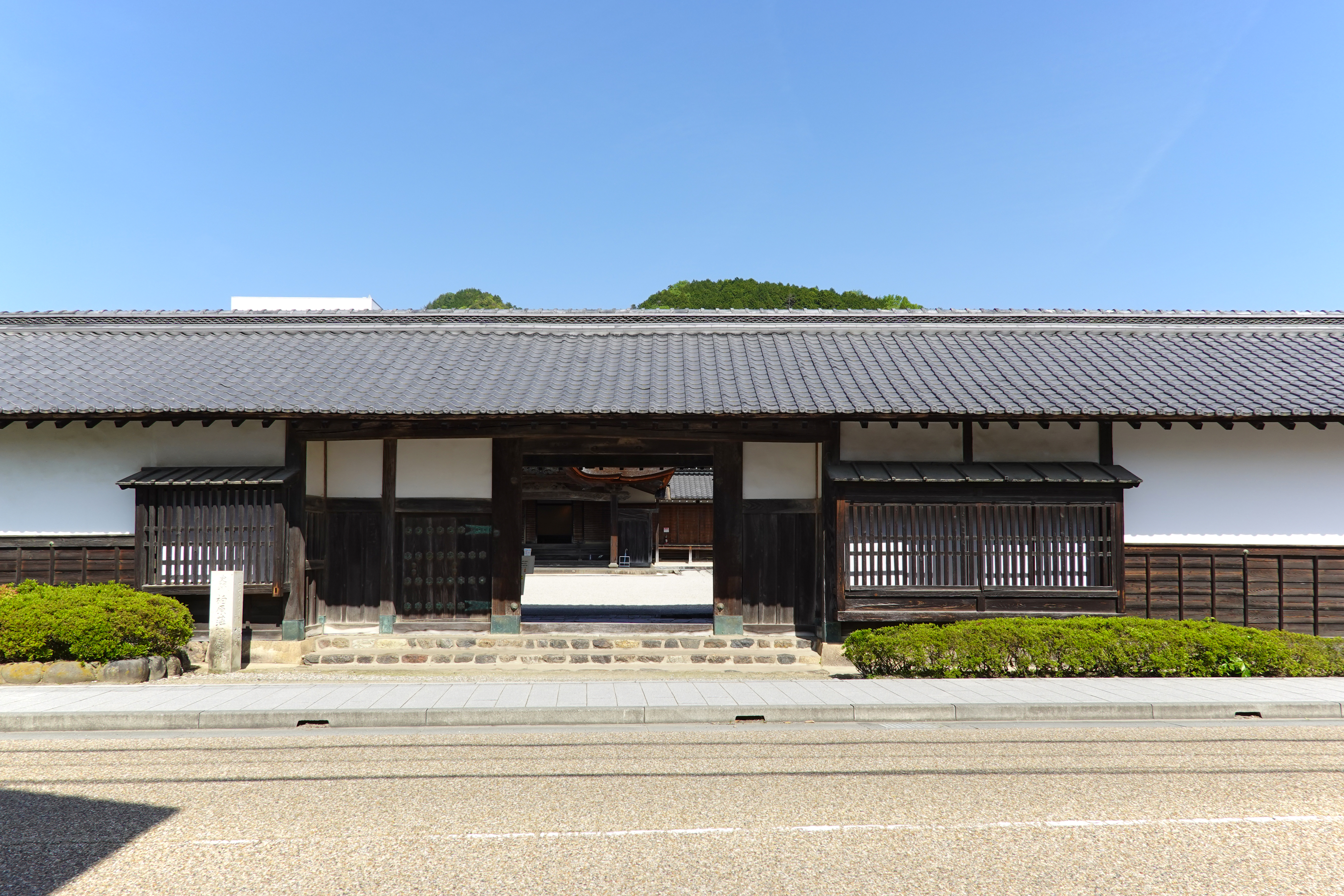
柏原藩織田家旧邸長屋門

川代公園と川代渓谷

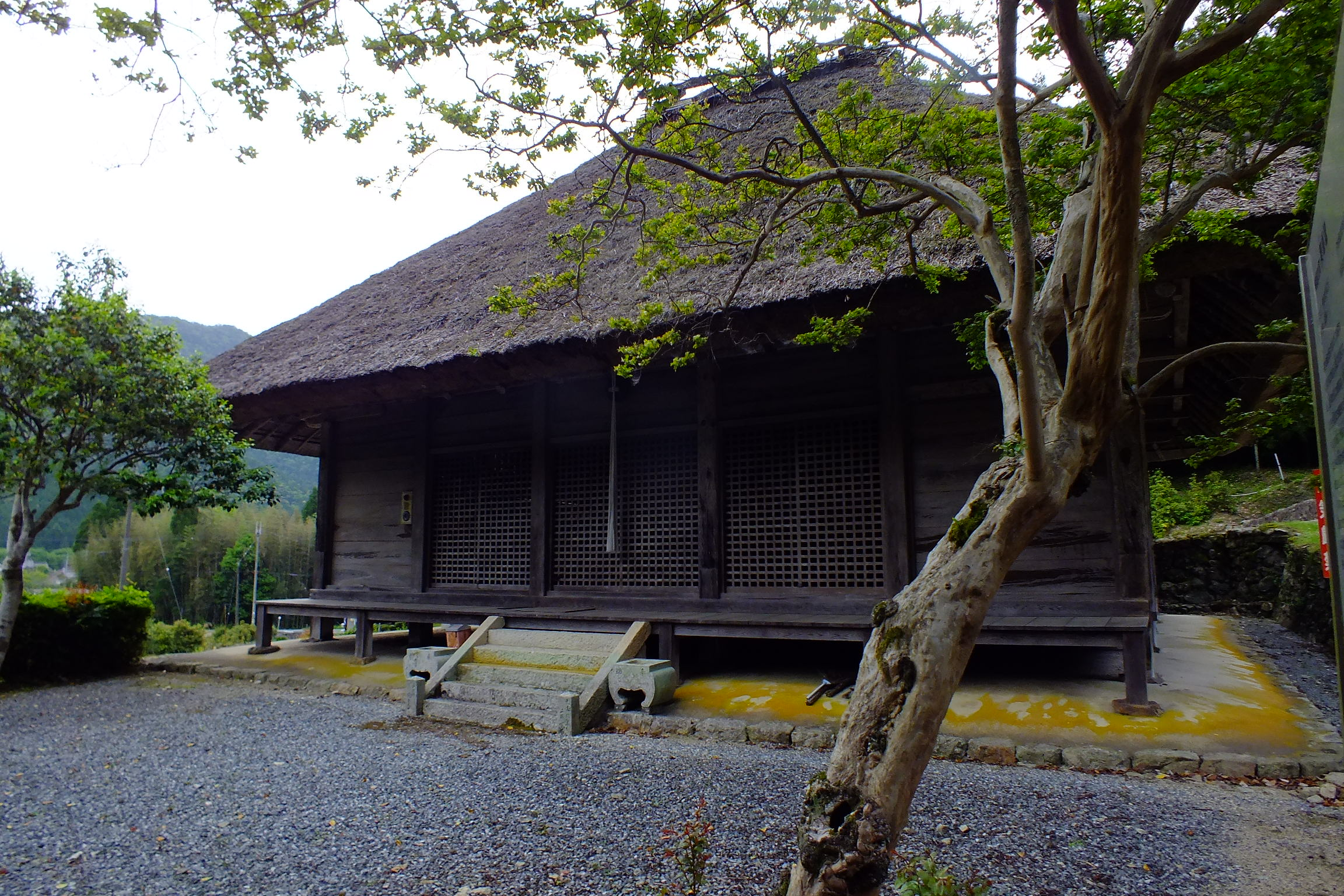
山本薬師堂

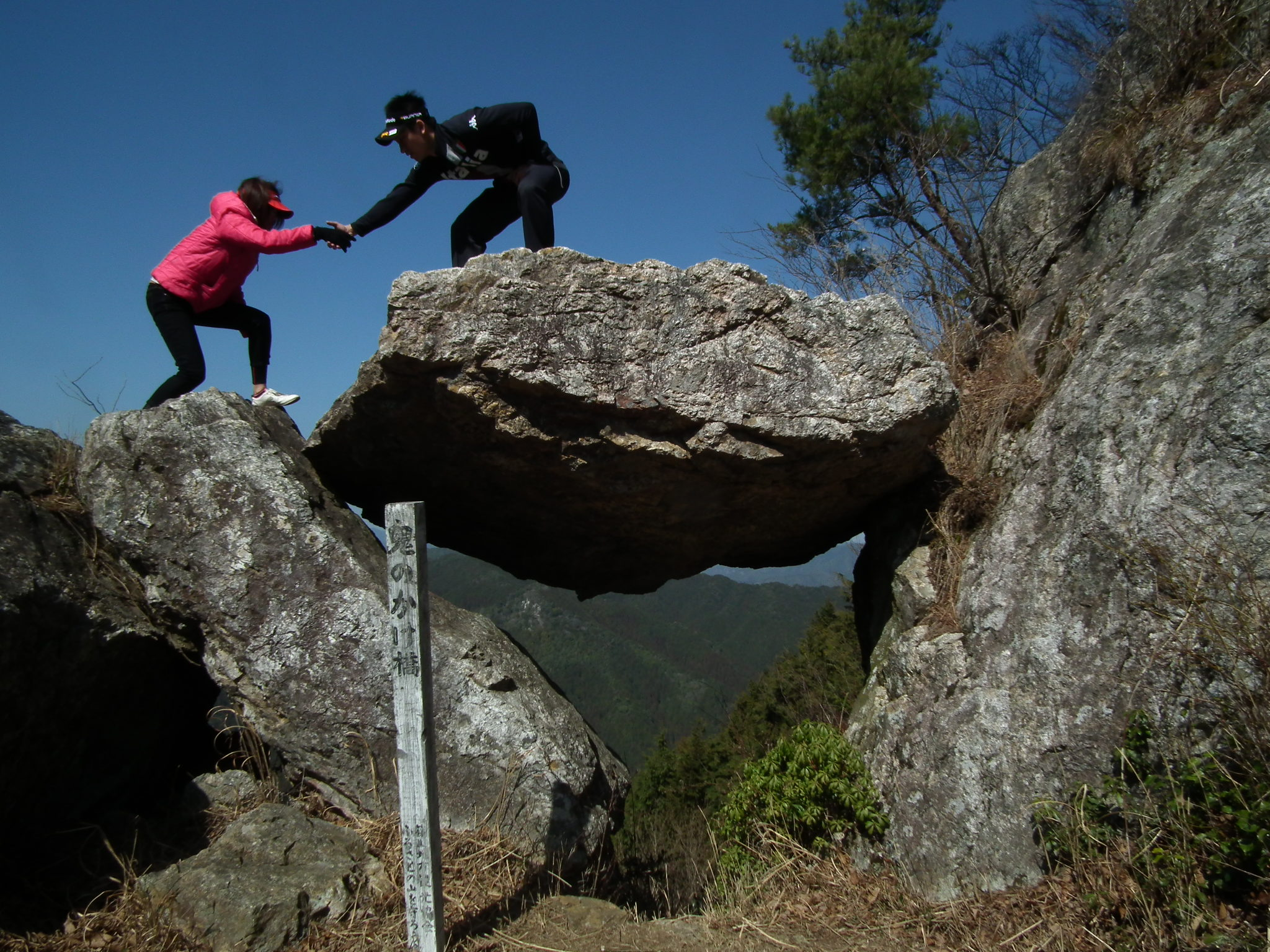
鬼の架け橋

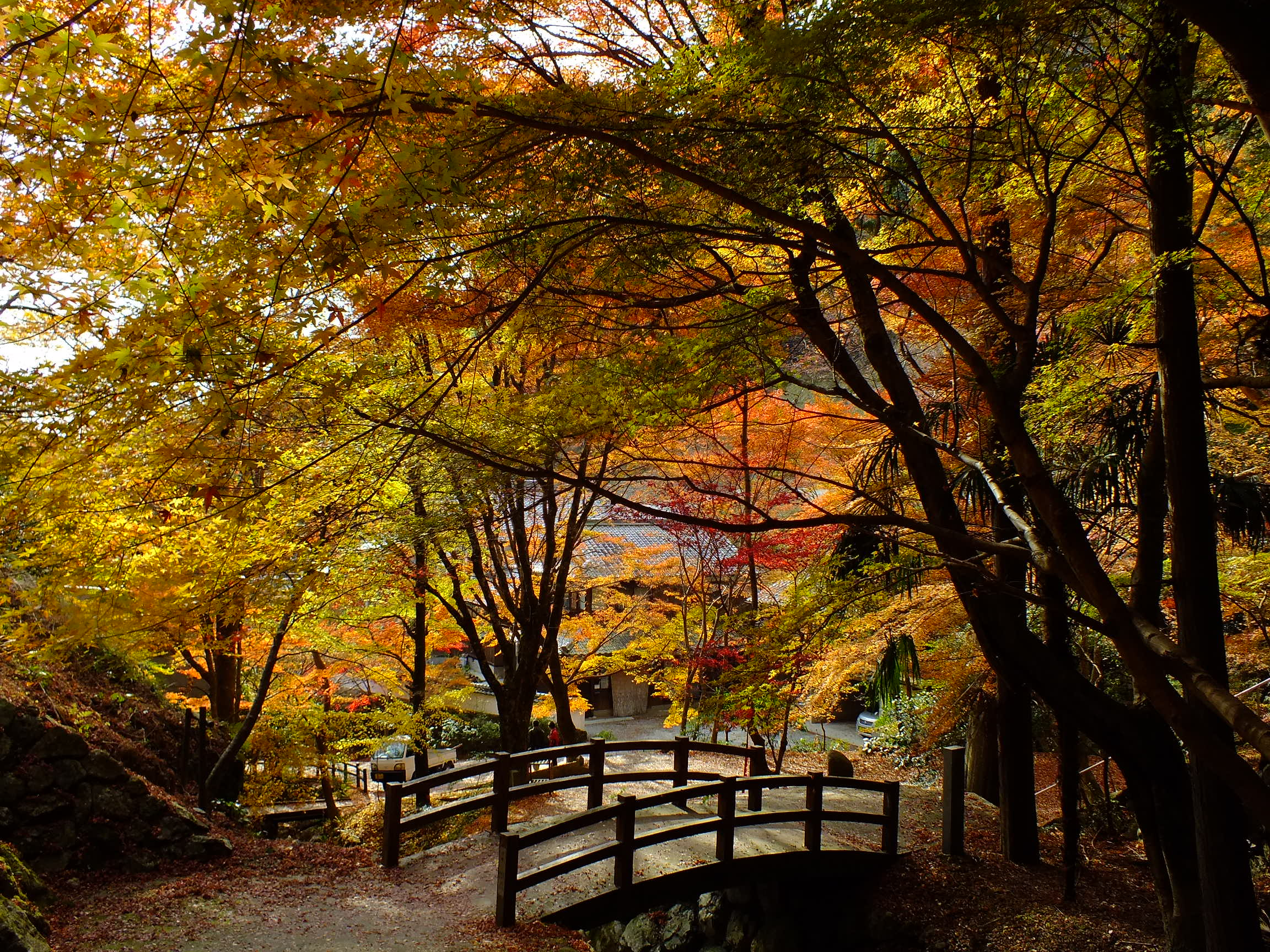
石龕寺の紅葉

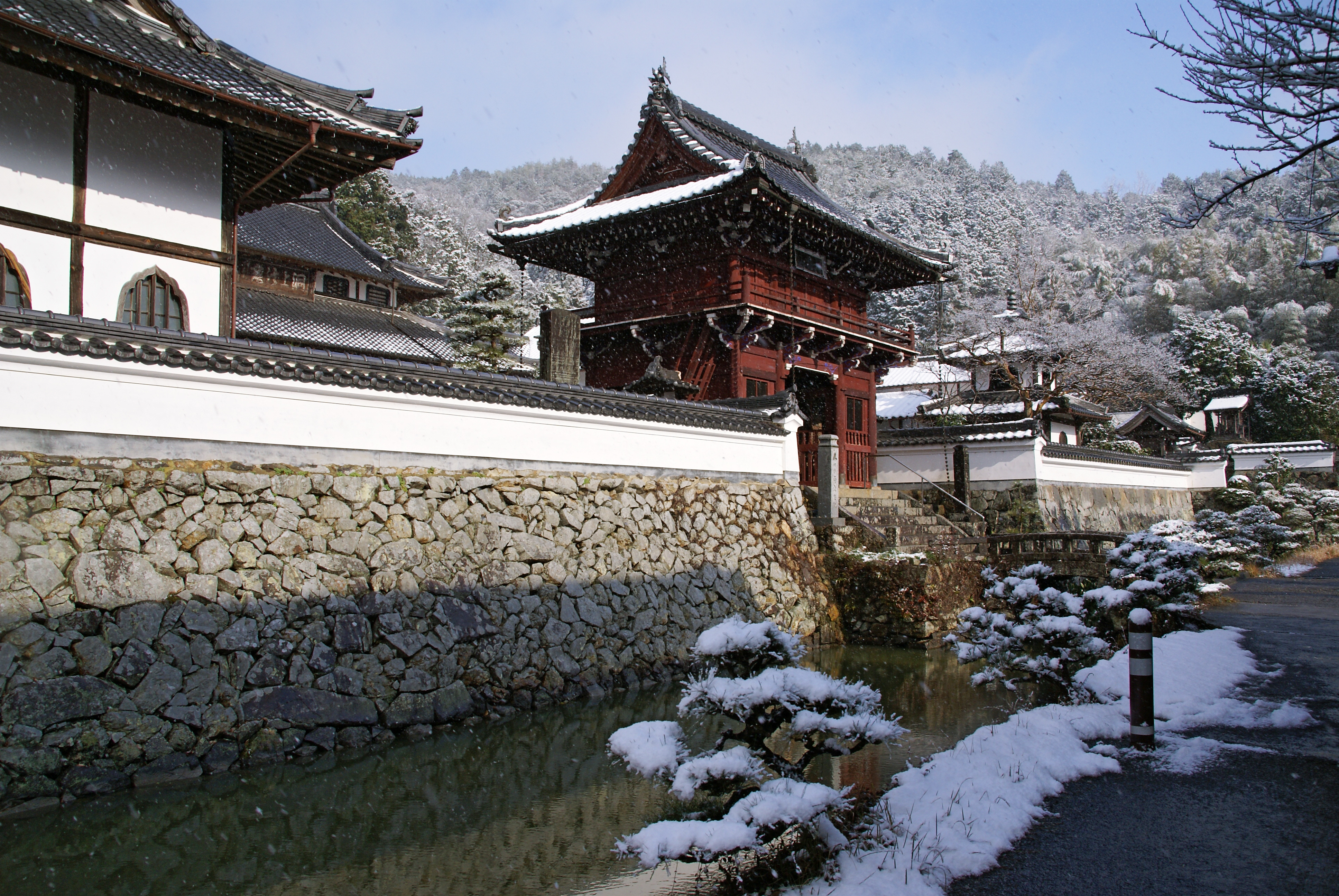
興禅寺

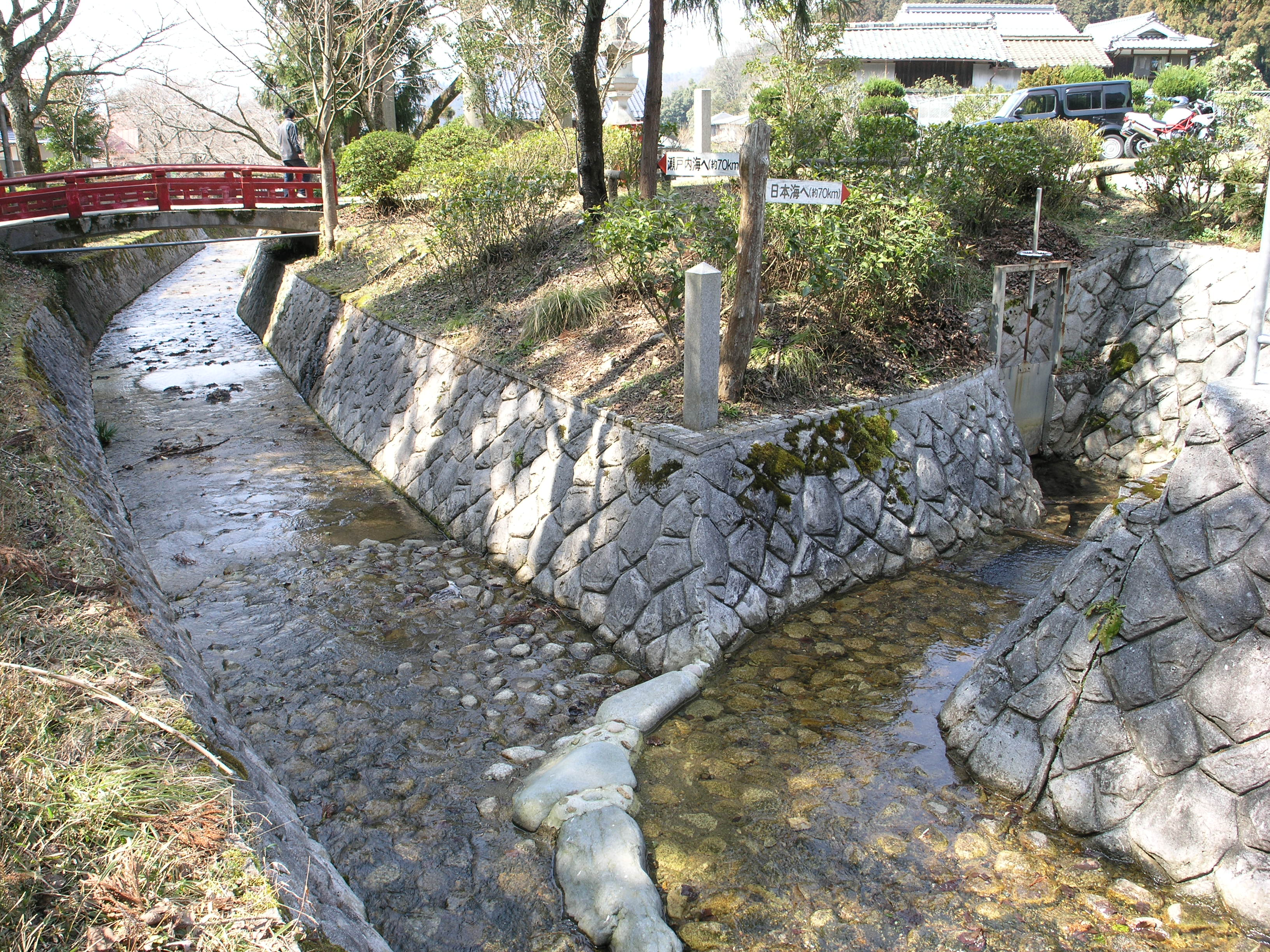
水分れ公園

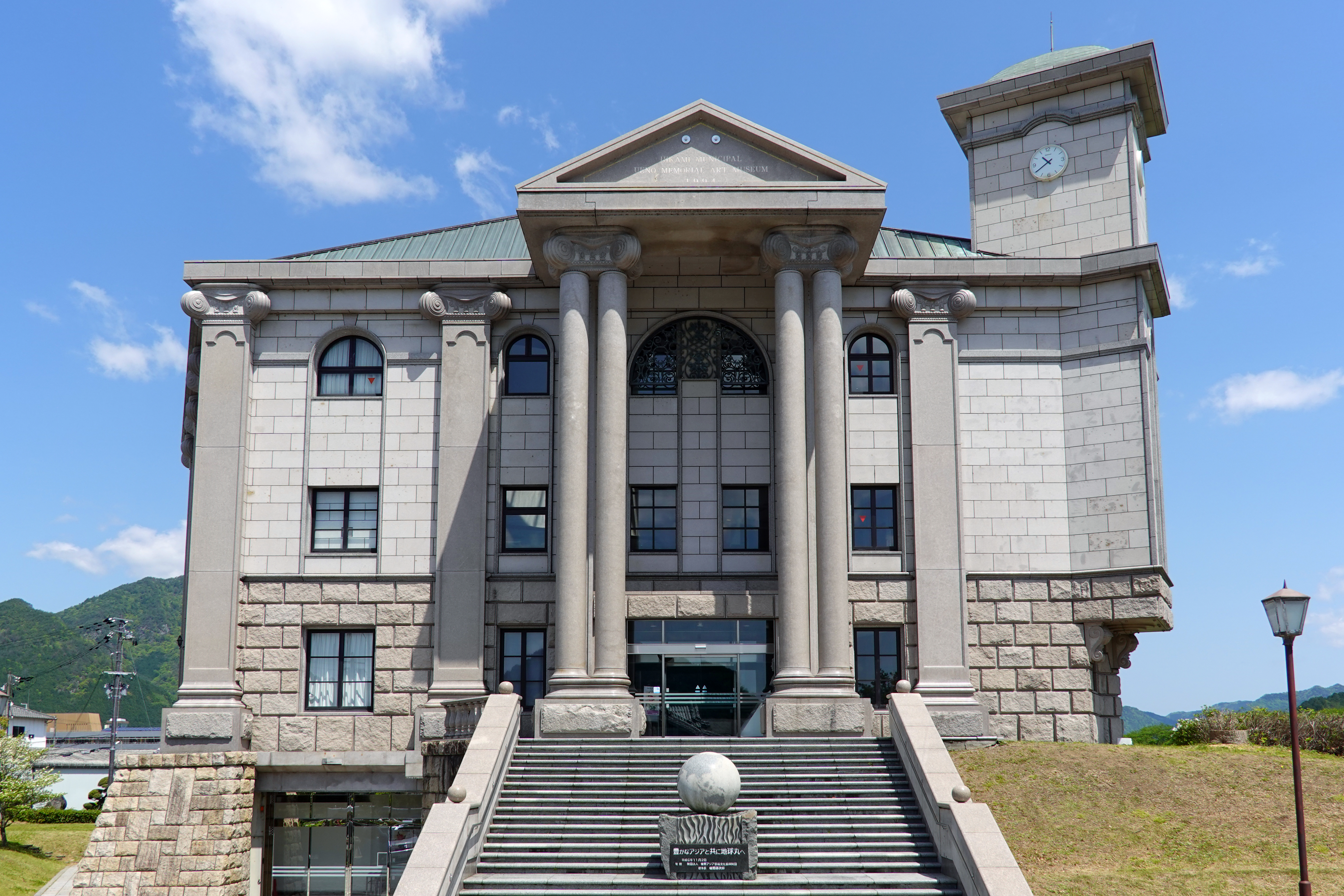
丹波市立植野記念美術館

- 西天目瑞巖山高源寺 - 臨済宗中峰派の総本山。
- 丹波布伝承館（道の駅あおがき）
- 土井遺跡 - 兵庫県における縄文時代の代表的遺跡。
- 再興寺 - 青垣町大稗、臨済宗妙心寺派。平安時代の三如来坐像（大稗）。

市島地域
- 五大山白毫寺 - 705年に法道が開基との伝承あり。
- 妙光山神池寺 - 市島町多利、妙高山中。718年に法道が開基。聖武天皇勅願所との伝承あり。「丹波の比叡」とも。
- 折杉神社 - かゆ占い。
- 大杉ダム
- 三ッ塚廃寺跡 - 国の史跡。
- スポーツピアいちじま - 全国高等学校女子硬式野球選手権大会会場。かつては全国高等学校女子硬式野球選抜大会も行われた。
- 高谷山 -展望台がある。黒井城跡や旧市島町、福知山市を展望できる。

柏原地域
- 兵庫県立丹波年輪の里
- 柏原藩陣屋跡 - 国の史跡。
  - 柏原藩織田家旧邸長屋門

- 織田家廟所
- 柏原八幡神社 - 1024年創建。1585年建立の社殿は国の重要文化財。
- 柏原町歴史民俗資料館（田ステ女記念館）
- 兵庫県立柏原高等学校記念館 - 1911年築の洋風校舎建築。
- 旧氷上郡各町村組合立高等小学校 - 1885年築の洋風校舎建築。
- 木の根橋 - 兵庫県天然記念物。
- 旧柏原町役場（現・かいばら一番館）
- 太鼓やぐら
- 丹波の森公苑
- 新井神社 - 6世紀創建、17世紀築の社殿は兵庫県指定文化財。
- おさんの森 - 西鶴『好色五人女』や近松『大経師昔暦』で扱われたおさんと茂兵衛が捕らえられた場所と伝承される史跡。
- 鬼の架け橋 - 鐘ヶ坂付近の山上に存在する、自然石による橋梁状の物体。
- 鐘ヶ坂不動滝 - 鐘ヶ坂にある滝。

春日地域
- 七日市遺跡 - 旧石器時代から平安時代の複合遺跡。旧石器時代の遺跡としては西日本最古にして最大規模。
- 日ヶ奥渓谷 - 多紀連山県立自然公園
- 黒井城跡 - 別名「保月城」。国の史跡。
- 大梅山興禅寺 - 黒井城の下館跡。春日局生誕地。
- 兵主神社 - 式内社、旧県社。
- 阿陀岡神社 - 式内社、旧県社。
- 野村断層
- キャピタルスポーツランド - レーシングカート・サーキット
- 舟城神社 - 7月7日に「天王さん・牛馬の守護神の祭礼」が行われる。
- 春日歴史民俗資料館
- 春日郷土資料館

山南地域
- 岩尾城跡
- 旧友井家住宅
- 薬草薬樹公園
- 川代渓谷、川代公園
- 首切地蔵尊
- 岩屋山石龕寺
- 山本薬師堂

氷上地域
- 円通寺（永谷山圓通興國禪寺）
- 弘浪山高山寺 - 氷上町常楽
- 水分れ公園 - 日本で一番低い中央分水界とされる。
- 十九山達身寺 - 西国薬師四十九霊場第二十五番霊場
- 丹波市立植野記念美術館
- 独鈷の滝
- カタクリ群生地 - 4月第1日曜に「かたくり祭り」が行われる。
- 清住コスモス園

## 祭事・催事
- 川裾祭り - 7月29日（市島町市島）ほか、元祖川裾祭り（氷上町本郷）、北御油川裾祭（氷上町御油）、成松川裾まつり（氷上町成松）。
- 国領水無月祭 - 7月31日。
- 愛宕祭 (丹波市) - 8月下旬。
- 案山子まつり[45]
- コスモスまつり[45]

## 著名な出身者
- 田捨女（歌人。江戸時代の女六歌仙の一人、6歳で「雪の朝 二の字二の字の 下駄のあと」を詠む。）
- 深尾須磨子（詩人）
- 春日局（江戸幕府3代将軍徳川家光の乳母）
- 細見綾子（俳人。旧青垣町出身）
- 大西瀧治郎（海軍中将。旧青垣町出身）
- 秋山徳三郎（陸軍中将。陸軍燃料本部長。陸軍築城本部長。旧青垣町出身）
- 佐々木恭介（元近鉄バファローズ監督。旧青垣町出身）
- 有田喜一（元自民党衆議院議員。元防衛庁長官、文部大臣兼科学技術庁長官。旧氷上町出身）
- 西山敬次郎（元自民党衆議院議員。元近畿通産局長。旧市島町出身）
- 山名靖英（元公明党衆議院議員。旧市島町出身）
- 足立良平（元民主党参議院議員。旧青垣町出身）
- 足立光宏（元プロ野球選手。本籍地が旧青垣町出身）
- 上島竜兵（ダチョウ倶楽部。旧春日町生まれ、神戸市育ち）
- 荻野琢真（騎手）
- 小田勝美（バレーボール選手。旧春日町出身）
- 畑友洋（建築家。旧春日町出身）
- 濱井正吾（教育ジャーナリスト、YouTuber。旧山南町出身）
- 大西裕（政治学者、行政学者。旧春日町出身）
- 林時彦（丹波市長。旧春日町出身）
- 平田岳史（化学者、東京大学教授、元京都大学教授、元日本地球化学会副会長。旧柏原町出身）
- 藤本幸人（技術者）
- 江上剛（作家・実業家。旧山南町出身）
- 新木宏典（俳優。旧市島町出身）
- 小南泰葉（シンガーソングライター。旧氷上町出身）
- 田健治郎（台湾総督）
- 角谷建耀知（経営者。わかさ生活）
- 久下恵美（女優。劇団SET所属。旧氷上町出身)
- 上山元気（中京テレビアナウンサー）
- パンチィー山内（総合格闘技、旧柏原町出身）
- 洋介犬（ホラー漫画家、旧春日町出身。丹波市育ち）
- 長久友紀（声優）
- 多田文昌（美術家）
- 千代栄栄太（大相撲力士、旧春日町出身）
- 蘆田慶治（神学者）
- 佐々井信太郎（教育者、二宮尊徳研究者、國學院大學文学博士。旧氷上町葛野中野地区出身）
- 山名昌衛（経営者、コニカミノルタホールディングス会長、旧市島町出身）
- 吉見英樹（Funta)（作曲家、旧市島町出身）
- 濱井正吾（Youtuber、教育ジャーナリスト、ラジオパーソナリティ。旧山南町出身）
- 根田敬介（政治家、会社経営者）
- 谷垣邦夫（かんぽ生命保険 取締役兼代表執行役社長、丹波市柏原出身）